# トーマス・ストラコシャ
トーマス・ストラコシャ（アルバニア語: Thomas Fotaq Strakosha、1995年3月19日 - ）は、ギリシャ・アテネ出身のアルバニア人サッカー選手。ポジションはGK。AEKアテネFCに所属している。アルバニア代表。

## クラブ歴

### ユース
2011年にパニオニオスFCのユースに所属し、翌年7万5000ユーロの移籍金でSSラツィオに移籍した。プリマヴェーラチームでレギュラーの座を掴みとり、2012-13シーズンのカンピオナート・プリマヴェーラの優勝に貢献した。

### ラツィオ
ラツィオのトップチームのゴールキーパーであったフアン・パブロ・カリーソが2012-13シーズンの冬にインテルナツィオナーレ・ミラノに移籍すると、フェデリコ・マルケッティ、アルバノ・ビサーリに次ぐ第3ゴールキーパーとしてトップチームに登録された。2013年5月26日に行われた2012-13シーズンのコッパ・イタリアでのASローマ戦でベンチ入りを果たした。同年8月18日のスーペルコパ・イタリアーナ、ユヴェントスFC戦でもベンチ入りした。
9月2日にはジェノアCFCにビサーリを売却した代わりにカルマルFFからエトリト・ベリシャを獲得したため、2013-14シーズンも第3ゴールキーパーとして出場機会に恵まれない日々を送る事となった。
2014年7月11日にラツィオのスポーツディレクターのイグリ・タレはストラコシャとの契約を2019年まで延長した事を発表。2015年5月21日のコッパ・イタリア、ユヴェントス戦でベンチ入りした。

### サレルニターナ
2015年7月にラツィオは新たにセリエBに昇格したUSサレルニターナ1919に彼をレンタル移籍する事で合意、これは出場経験を積むためであった。サレルニターナでは12番の背番号を割り当てられ、同年8月9日のコッパ・イタリア、ACピサ1909戦でプロ初出場を達成、試合自体も1-0で勝利に終わった。その1週間後に行われた、同じくコッパ・イタリアのACキエーヴォ・ヴェローナ戦ではビッグセーブを数回見せる活躍をし、120分に及んだ試合は彼の活躍によって1-0の勝利となり、次のラウンドへの進出を決めた。
リーグ初出場は9月6日、2015-16シーズンのセリエBの開幕戦となったUSアヴェッリーノ1912戦で、フル出場し3-1の勝利となった。2015年12月1日のコッパ・イタリア、スペツィア・カルチョ戦では控えに止まった。この試合では監督のヴィセンツォ・トレンテがピエトロ・テラッチアーノをゴールキーパーとして起用したからである。この試合は2-0で敗北し、このシーズンのコッパ・イタリアは幕を閉じた。

### ラツィオ復帰
2016年7月にレンタル移籍から復帰した。マルケッティが負傷し、ベリシャがアタランタBCへレンタル移籍したため、9月20日のACミラン戦でセリエA初出場を飾った。試合は2-0で敗れたものの、彼への試合での評価は高く、ラツィオ側で最も優秀な選手であったと評された。その5日後に行われたエンポリFC戦ではセリエAで初めて無失点試合を演出し、ディノ・ゾフに「2試合しか出場していない彼を評する事は出来ないが、僕に言わせればどちらの試合での非常に良いパフォーマンスを見せていたよ」と言わしめた。
2020ｰ21シーズンは、ペペ・レイナが加入したため出場機会が大幅に減少した。続く2021ｰ22シーズンの序盤も第2GKとしての立場は変わらなかったが、レイナが4失点を喫した第15節ウディネーゼ戦以降から再びレギュラーに定着し、シーズン終了までの23試合に出場した。

### ブレントフォード
2022年7月14日、ブレントフォードFCにフリー移籍で加入し、3年契約（12か月延長オプション付き）を結んだ。

### AEKアテネ
2024年7月、AEKアテネFCに移籍した。

## 代表歴

### ユース
ジェメル・ムステダナジッチ監督からUEFA U-17欧州選手権20122次予選に参加するアルバニアU-17代表に選出された。しかし3試合全てで出場機会を得る事はなく、アルド・テチャヤの控えに甘んじた。
彼の父親であるフォト・ストラコシャ監督からUEFA U-19欧州選手権2013予選に参加するアルバニアU-19代表に選出され、3試合全てでフル出場した。グループ7を首位通過したベルギー相手にはエニス・ガヴァザイ、エルヴィス・カバシ、ロレンツ・シェハイが得点し3-1の快勝を見せたものの、3試合合計で6失点、これによってグループ最下位で敗北となった。UEFA U-19欧州選手権2014予選でもユヴェントスの下部組織にいたエントニョ・エレザイからポジションを奪い、3試合全てにフル出場した。
スケンデル・ゲガ監督のU-20代表では2013年地中海競技大会のサッカー競技に挑むメンバーに招集されたものの、出場機会はなかった。
UEFA U-21欧州選手権2015予選に挑むU-21代表にも招集され、8試合中の4試合に出場した。残りの4試合はアルド・テチャヤ、オレスティス・メンカが2試合ずつ出場した。

### A代表
2016年8月にモロッコ代表、マケドニア代表戦でA代表に招集されたものの出場機会は無かった。
2024年6月8日、UEFA EURO 2024のメンバーに選出された。正GKとして3試合に出場したが、チームは1分け2敗の未勝利で敗退した。

## 家族
父親は元アルバニア代表のゴールキーパーであるフォト・ストラコシャである。両親ともアルバニアのメマリアイの出身であるが、彼自身はギリシャのアテネの生まれである。これは彼が生まれた時、父はギリシャのオリンピアコスFCで活躍していたからである。兄のディミトリ・ストラコシャもサッカー選手で、FWである。また兄もギリシャ生まれである。

## 個人成績
2017年3月5日現在 
| 2012-13 | ラツィオ       | 95       | セリエA | 0  | 0 | 0 | 0 | 0  | 0 |
| 2013-14 | ラツィオ       | 95       | セリエA | 0  | 0 | 0 | 0 | 0  | 0 |
| 2014-15 | ラツィオ       | 77       | セリエA | 0  | 0 | 0 | 0 | 0  | 0 |
| 2015-16 | サレルニターナ | 12       | セリエB | 11 | 0 | 2 | 0 | 13 | 0 |
| 2016-17 | ラツィオ       | 1        | セリエA | 11 | 0 | 2 | 0 | 13 | 0 |
| 通算    | イタリア       | イタリア | セリエA | 11 | 0 | 2 | 0 | 13 | 0 |
| 通算    | イタリア       | イタリア | セリエB | 11 | 0 | 2 | 0 | 13 | 0 |
| 総通算  | 総通算         | 総通算   | 総通算  | 22 | 0 | 4 | 0 | 26 | 0 |

## タイトル
ラツィオ
- コッパ・イタリア 2012-13, 2018-19
- スーペルコッパ・イタリアーナ 2017, 2019